# مارك فريمان (رسام)
مارك فريمان (بالإنجليزية: Mark Freeman)‏ هو رسام وفنان أمريكي، ولد في 27 سبتمبر 1908 في زاليشتشيكي في أوكرانيا، وتوفي في 6 فبراير 2003 في نيويورك في الولايات المتحدة.